# Villa Bagatelle (Belgique)
Pour les articles homonymes, voir Villa Bagatelle (homonymie).
La villa Bagatelle est une maison de style Art nouveau sise à la rue Tillieux, à Jambes, faubourg de la ville de Namur, en Belgique. Construite avec une maison jumelle en 1907 elle est l'œuvre de l'architecte Adolphe Ledoux, créateur de plusieurs autres immeubles de ce style architectural du XXe siècle.

## Situation
La villa Bagatelle se trouve à Jambes au no 54 de la rue Tillieux sur une petite place arborée. Cette maison jouxte à gauche un autre immeuble de style Art nouveau sis au no 56, dû au même architecte et possédant plusieurs caractéristiques similaires à la villa Bagatelle.

## Description
Cet immeuble asymétrique compte deux travées et trois niveaux (deux étages). La travée de droite est en retrait. La maison est bâtie en briques jaunes et grises. La brique jaune est le matériau principal alors que la brique grise est employée comme bandeaux rythmant la façade ou comme arcs de décharge coiffant plusieurs baies. Le soubassement est réalisé en pierre de taille. Un balcon en fer forgé tout en courbes repose sur deux consoles en pierre de taille. Trois petits garde-fous reprenant ces courbes protègent les baies du second étage.
Quatre sgraffites ornent la façade. Celui placé à l'allège de la baie du premier étage au-dessus de la porte d'entrée reprend le nom de la villa sur un fond rouge entouré de marguerites et de feuilles de chêne. Le second se trouve au tympan de la baie vitrée du rez-de-chaussée. Il représente un faune et deux marguerites au milieu de volutes florales. Deux très petits sgraffites de marguerites sont logés au tympan des baies du second étage.
La corniche d'origine a malheureusement disparu.

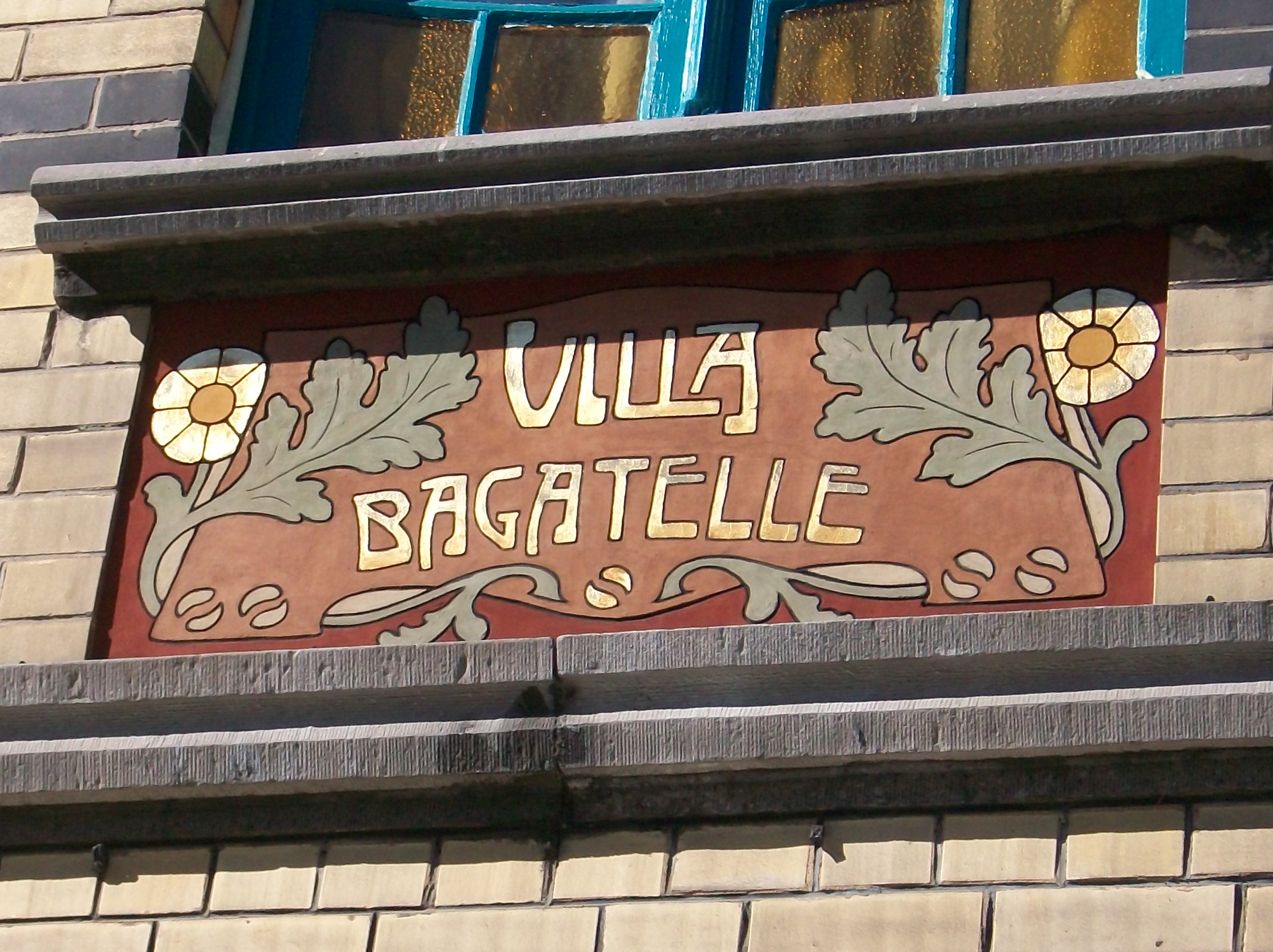
Sgraffite de la villa Bagatelle, à Jambes